# Contea di Xingwen
La contea di Xingwen (兴文县S, Xīngwén XiànP) è una contea della Cina, situata nella provincia di Sichuan e amministrata dalla prefettura di Yibin.